# Cmentarz wojenny nr 199 – Zbylitowska Góra
Cmentarz wojenny nr 199 – Zbylitowska Góra – nieczynny, austriacki cmentarz wojenny z okresu I wojny światowej wybudowany przez Oddział Grobów Wojennych C. i K. Komendantury Wojskowej w Krakowie na terenie jego okręgu VI Tarnów.
Znajduje się w południowo-zachodniej części Tarnowa, przy ul. Krakowskiej. Zaprojektowany został przez Heinricha Scholza. W 27 grobach zbiorowych i dwóch pojedynczych pochowano tu 104 żołnierzy rosyjskich. Znane są nazwiska 20 poległych.